# Domenico Marocchi
Domenico Marocchi (San Benedetto del Tronto, 17 maggio 1981) è un giornalista e conduttore televisivo italiano.

## Biografia
Laureato in Scienze Internazionali e Diplomatiche presso l'Università di Bologna al Campus di Forlì, diventa giornalista professionista nel 2008.
Dopo aver mosso i primi passi nelle emittenti radiofoniche locali come L’Altra Radio e Radio Linea Network, dal 2009 al 2013 è corrispondente di cronaca per le regioni Marche e Abruzzo per il tg di Canale Italia. Contemporaneamente, dal 2010 al 2011, lavora nella redazione romana di Skytg24. A queste esperienze affianca quella come stagista al Tg1. Nel 2010 inizia inoltre a lavorare come redattore e conduttore ai telegiornali dell'emittente Tvp, dove, nella stagione 2011/2012 conduce anche il programma dedicato a gialli e misteri Sherlock Holmes. 
Nel 2012 conduce il programma Progetto Comune su Tv Centro Marche, collabora con il blog DavideMaggio.it e i settimanali Vero e Vero Tv, e viene selezionato, primo classificato della sezione conduttori, per il primo laboratorio sperimentale per le risorse artistiche della Rai (Rai Lab). Nella stagione  2013/2014 entra a far parte della redazione del programma La vita in diretta, intraprendendo il ruolo di inviato. Nella stagione successiva, 2014/2015 è inviato di A conti fatti, programma di Rai 1 condotto da Elisa Isoardi. La sua esperienza come inviato prosegue nella stagione 2015/2016 con il programma Storie italiane condotto da Eleonora Daniele su Rai1, e nell'estate dello stesso anno con Agorà Estate, programma di Rai 3 al quale prenderà parte anche nelle successive edizioni in onda dal 2017 al 2019. Nell'estate del 2017 conduce al sabato pomeriggio su Rai1 a rubrica W la mamma al fianco di Veronica Maya e Monica Marangoni.
Nella stagione 2017/2018 è inviato di Storie Italiane e dello spin off Il sabato italiano, in onda sempre su Rai 1. Nella stagione 2018/2019 è inviato dell'edizione invernale di Agorà, esperienza che ripete anche nella stagione 2019/2020, seguendo in prima linea, a partire da marzo, l'emergenza Covid-19, e rimanendo per tre mesi nelle zone più colpite dalla pandemia. Nell'estate dello stesso anno è inviato de La vita in diretta Estate. Nella stagione 2020/2021, seguendo Serena Bortone, lascia la trasmissione Agorà e debutta come inviato per il programma di Rai1 Oggi è un altro giorno, esperienza che ripete anche nella stagione successiva. Nell'estate del 2021 è, con Gigi Marzullo, nel cast di Dedicato, programma condotto da Serena Autieri. A dicembre dello stesso anno debutta su Rai Radio 2 alla conduzione del programma Con chi vuoi, in onda dal lunedì al venerdì alle 17.00. Nell'estate del 2022 è inviato per La vita in diretta estate. Nella stagione 2022/2023 è per il terzo anno inviato della trasmissione pomeridiana Oggi è un altro giorno ed in occasione del Festival di Sanremo 2023 cura i collegamenti per le trasmissioni Citofonare Rai 2 e ItaliaSì!. Nell'estate del 2023 prende parte come conduttore degli spazi news e approfondimenti a Unomattina estate, un ruolo che conferma anche nella stagione 2023/2024 all'interno di Unomattina. Nella stessa stagione collabora come inviato al programma domenicale Citofonare Rai 2. In occasione della morte dell'attrice Sandra Milo cura i collegamenti per il programma di Rai 1 La volta buona.
A febbraio 2024, in occasione del Festival di Sanremo, è inviato per il terzo anno consecutivo della trasmissione ItaliaSì!. Nell'estate 2024 è confermato nel cast di Unomattina estate, dove prosegue a curare gli spazi di approfondimento e news. Nella stagione 2024/2025 è inviato di Caterina Balivo nel programma pomeridiano di Rai 1 La volta buona. In occasione del Festival di Sanremo 2025 ricopre il ruolo di inviato non solo per la trasmissione La volta buona, ma anche per le trasmissioni tv Sabato in diretta, Unomattina, Citofonare Rai 2 e per il programma radiofonico Touchè. Domenica 9 marzo, 27 aprile e 11 maggio è inviato ancora una volta di Citofonare Rai 2 in occasione del San Marino Song Contest, della morte di Papa Francesco e del primo Angelus in Piazza San Pietro di Papa Leone XIV. 

## Televisione
- Tg Canale Italia (Canale Italia, 2009-2013)
- Sky TG24 (2010-2011) Inviato
- Sherlock Holmes (TVP Italia, 2011-2012)
- Progetto Comune (TV Centro Marche, 2012)
- La vita in diretta (Rai 1, 2013-2014) Inviato
- A conti fatti (Rai 1, 2014-2015) Inviato
- Unomattina - Effetto Estate (Rai 1, 2015) Inviato
- Storie italiane (Rai 1, 2015-2018) Inviato
- Agorà Estate (Rai 3, 2016-2019) Inviato
- W la mamma (Rai 1, 2017)
- Il sabato italiano (Rai 1, 2017-2018) Inviato
- Agorà (Rai 3, 2018-2020) Inviato
- La vita in diretta Estate (Rai 1, 2020, 2022) Inviato
- Oggi è un altro giorno (Rai 1, 2020-2023) Inviato
- Dedicato (Rai 1, 2021) Inviato
- Citofonare Rai 2 (Rai 2, 12 febbraio 2023, 2023-2024, 9 febbraio, 9 marzo, 27 aprile e 11 maggio 2025) Inviato
- ItaliaSì! (Rai 1, 2022-2024) Inviato da Sanremo in occasione del Festival della canzone italiana
- Unomattina estate (Rai 1, dal 2023) co-conduttore degli spazi news
- Unomattina (Rai 1, 2023-2024, febbraio 2025) co-conduttore degli spazi news e inviato in occasione del Festival della canzone italiana
- La volta buona (Rai 1, 29 gennaio 2024, 2024-2025) Inviato
- Sabato in diretta (Rai 1, 8 e 15 febbraio 2025) Inviato da Sanremo in occasione del Festival della canzone italiana

## Radio e Web
- L'altra Radio (primi anni 2000)
- Radio Linea Network (primi anni 2000)
- Ovunque Proteggi (Rai RadioLive, 2021)
- Con chi vuoi (Rai Radio2, 2021-2022)
- Touchè (Rai Radio2, 9 febbraio 2025) Inviato da Sanremo in occasione del Festival della canzone italiana